# Ґриґор Маґістрос
Григо́р Магістро́с також Григор Магістрос Пахлавуні, (вірм. Գրիգոր Մագիստրոս; близько 990—1059) — державний і військовий діяч Візантійської імперії, вірменський поет, філософ, перекладач і пропагандист античної літератури.

## Життя і творчість
Належав до князівського вірменського роду Пахлавуні. 1044 року обміняв свої родинні володіння на землі у Візантії. 1049 року його було призначено дукою феми Васпуракан, а 1050 року також феми Месопотамія. На цих посадах намагався облаштувати оборону проти нападів сельджуків. Через складність управління 1054 року передав фему Васпуракан Василю Апокапу.
Його погляди є синтезом елліністичної та християнської філософії, викладені в основному в «Листах». У них Магістрос відстоював самостійність філософії по відношенню до релігії, розглядав процес пізнання як сходження від простого до складного, від почуттів і розумоосяжних об'єктів до сфери загальних категорій. «Листи» містять цінні дані про політичну і культурну історію Вірменії XI століття. 
Відома його поема «Тисяча рядків до Мануче» — віршований виклад Священного писання. Першим запровадив новий для вірменської літератури жанр — епістолярний. Його листи написані в художньо-публіцистичному стилі, з використанням міфів і байок.
Григор Магістрос викладав у Санаїні різні науки — математику та філософію, граматику і риторику. Прославився він і як перекладач. Особливо відомі його переклади і коментарі до творів давньогрецького філософа Платона. Він переклав з грецької вірменською «Начала» Евкліда. До нас дійшов лише початок цього перекладу.